# Neocentrophyes satyai
Neocentrophyes satyai är en djurart som tillhör fylumet pansarmaskar, och som beskrevs av Higgins 1969. Neocentrophyes satyai ingår i släktet Neocentrophyes och familjen Neocentrophyidae. Inga underarter finns listade i Catalogue of Life.